# Olympische Sommerspiele 1912/Wasserball
Bei den Olympischen Sommerspielen 1912, offiziell Spiele der V. Olympiade genannt, in der schwedischen Hauptstadt Stockholm wurde ein Wettbewerb im Wasserball ausgetragen.

## Bilanz

### Medaillenspiegel
| Platz  | Land           | Gold | Silber | Bronze | Gesamt |
| ------ | -------------- | ---- | ------ | ------ | ------ |
| 1      | Großbritannien | 1    | –      | –      | 1      |
| 2      | Schweden       | –    | 1      | –      | 1      |
| 3      | Belgien        | –    | –      | 1      | 1      |
| Gesamt | Gesamt         | 1    | 1      | 1      | 3      |

### Medaillengewinner
| Disziplin | Gold | Silber | Bronze |
| --------- | --- | --- | --- |
| Männer    | GroßbritannienCharles Sydney Smith George Cornet George Wilkinson Charles Bugbee Arthur Edwin Hill Paul Radmilovic Isaac Bentham | SchwedenTorsten Kumfeldt Harald Julin Max Gumpel Robert Andersson Pontus Hansson Vilhelm Andersson Erik Bergqvist | BelgienAlbert Durant Herman Donners Victor Boin Herman Meyboom Joseph Pletincx Oscar Grégoire Félicien Courbet Jean Hoffman Pierre Nijs |

## Ergebnisse

### Hauptturnier

#### 1. Runde
| 7. Juli 1912 15:15 Uhr | Großbritannien                             | 7:5   | Belgien                          | Djurgårdsbrunnsviken, Stockholm Schiedsrichter: Gunnar Wennerström (SWE) |
| 7. Juli 1912 15:15 Uhr | meiste Tore: Hill, Radmilovic, Wilkinson 2 | (2:3) | meiste Tore: Grégoire, Meyboom 2 | Djurgårdsbrunnsviken, Stockholm Schiedsrichter: Gunnar Wennerström (SWE) |
| 7. Juli 1912 15:15 Uhr |                                            |       |                                  | Djurgårdsbrunnsviken, Stockholm Schiedsrichter: Gunnar Wennerström (SWE) |

| 8. Juli 1912 20:00 Uhr | Schweden                 | 7:2   | Frankreich                   | Djurgårdsbrunnsviken, Stockholm Schiedsrichter: John Hurd (GBR) |
| 8. Juli 1912 20:00 Uhr | meiste Tore: Bergqvist 4 | (4:0) | meiste Tore: Decoin, Rigal 1 | Djurgårdsbrunnsviken, Stockholm Schiedsrichter: John Hurd (GBR) |
| 8. Juli 1912 20:00 Uhr |                          |       |                              | Djurgårdsbrunnsviken, Stockholm Schiedsrichter: John Hurd (GBR) |

| 9. Juli 1912 13:35 Uhr | Österreich | 4:3   | Ungarn                                    | Djurgårdsbrunnsviken, Stockholm Schiedsrichter: Alphonse Delahaye (BEL) |
| 9. Juli 1912 13:35 Uhr |            | (1:2) | meiste Tore: Fazekas, Hégner-Tóth, Rémi 1 | Djurgårdsbrunnsviken, Stockholm Schiedsrichter: Alphonse Delahaye (BEL) |
| 9. Juli 1912 13:35 Uhr |            |       |                                           | Djurgårdsbrunnsviken, Stockholm Schiedsrichter: Alphonse Delahaye (BEL) |

#### 2. Runde
| 11. Juli 1912 20:00 Uhr | Großbritannien           | 6:3   | Schweden                    | Djurgårdsbrunnsviken, Stockholm Schiedsrichter: Gunnar Wennerström (SWE) |
| 11. Juli 1912 20:00 Uhr | meiste Tore: Wilkinson 3 | (2:1) | meiste Tore: R. Andersson 2 | Djurgårdsbrunnsviken, Stockholm Schiedsrichter: Gunnar Wennerström (SWE) |
| 11. Juli 1912 20:00 Uhr |                          |       |                             | Djurgårdsbrunnsviken, Stockholm Schiedsrichter: Gunnar Wennerström (SWE) |

| 13. Juli 1912 19:50 Uhr | Großbritannien | 8:0 | Österreich | Djurgårdsbrunnsviken, Stockholm Schiedsrichter: Erik Bergvall (SWE) |
| 13. Juli 1912 19:50 Uhr | (4:0)          |     |            | Djurgårdsbrunnsviken, Stockholm Schiedsrichter: Erik Bergvall (SWE) |
| 13. Juli 1912 19:50 Uhr |                |     |            | Djurgårdsbrunnsviken, Stockholm Schiedsrichter: Erik Bergvall (SWE) |

Die Briten hatten sich damit gegen die beiden anderen Erstrundensieger durchgesetzt und standen als Olympiasieger fest. Um Platz 2 wurde ein weiteres Turnier aller weiteren Mannschaften angesetzt.

### Turnier um Platz 2 und 3
Die unterlegenen Mannschaften aus der 1. Runde des Hauptturniers spielten einen Sieger aus, der gegen die unterlegenen Mannschaften aus der Partie Schweden gegen Österreich antrat.

#### 1. Runde
| 10. Juli 1912 14:30 Uhr | Belgien | 6:5   | Ungarn                 | Djurgårdsbrunnsviken, Stockholm Schiedsrichter: Gunnar Wennerström (SWE) |
| 10. Juli 1912 14:30 Uhr |         | (2:3) | meiste Tore: Fazekas 3 | Djurgårdsbrunnsviken, Stockholm Schiedsrichter: Gunnar Wennerström (SWE) |
| 10. Juli 1912 14:30 Uhr |         |       |                        | Djurgårdsbrunnsviken, Stockholm Schiedsrichter: Gunnar Wennerström (SWE) |

| 11. Juli 1912 11:30 Uhr | Belgien | 4:1 | Frankreich | Djurgårdsbrunnsviken, Stockholm Schiedsrichter: Gunnar Wennerström (SWE) |
| 11. Juli 1912 11:30 Uhr | (2:1)   |     |            | Djurgårdsbrunnsviken, Stockholm Schiedsrichter: Gunnar Wennerström (SWE) |
| 11. Juli 1912 11:30 Uhr |         |     |            | Djurgårdsbrunnsviken, Stockholm Schiedsrichter: Gunnar Wennerström (SWE) |

#### 2. Runde
| 14. Juli 1912 20:00 Uhr | Schweden                               | 8:1   | Österreich            | Djurgårdsbrunnsviken, Stockholm Schiedsrichter: George Hearn (GBR) |
| 14. Juli 1912 20:00 Uhr | meiste Tore: R. Andersson, Bergqvist 3 | (5:1) | meiste Tore: Scheff 1 | Djurgårdsbrunnsviken, Stockholm Schiedsrichter: George Hearn (GBR) |
| 14. Juli 1912 20:00 Uhr |                                        |       |                       | Djurgårdsbrunnsviken, Stockholm Schiedsrichter: George Hearn (GBR) |

| 15. Juli 1912 13:00 Uhr | Belgien | 5:4 | Österreich | Djurgårdsbrunnsviken, Stockholm Schiedsrichter: Erik Bergvall (SWE) |
| 15. Juli 1912 13:00 Uhr | (2:1)   |     |            | Djurgårdsbrunnsviken, Stockholm Schiedsrichter: Erik Bergvall (SWE) |
| 15. Juli 1912 13:00 Uhr |         |     |            | Djurgårdsbrunnsviken, Stockholm Schiedsrichter: Erik Bergvall (SWE) |

#### Spiel um Silber und Bronze
| 16. Juli 1912 9:00 Uhr | Schweden                 | 4:2   | Belgien | Djurgårdsbrunnsviken, Stockholm Schiedsrichter: John Hurd (GBR) |
| 16. Juli 1912 9:00 Uhr | meiste Tore: Bergqvist 2 | (1:1) |         | Djurgårdsbrunnsviken, Stockholm Schiedsrichter: John Hurd (GBR) |
| 16. Juli 1912 9:00 Uhr |                          |       |         | Djurgårdsbrunnsviken, Stockholm Schiedsrichter: John Hurd (GBR) |